# Cryptojoppa polycesta
Cryptojoppa polycesta là một loài tò vò trong họ Ichneumonidae.